# NetworkManager
Network Manager é um programa de computador utilitário que tem o objetivo de simplificar o uso de redes de computadores em sistemas operacionais baseados em Linux e outros de tipo Unix.

## Visão geral
A Red Hat iniciou um projeto chamado NetworkManager em 2004, com o objetivo de permitir aos usuários Linux lidar facilmente com as necessidades de comunicação em rede, em particular com as redes sem fios. O NetworkManager faz uma seleção oportunista da rede, tentando usar a melhor conexão disponível quando ocorre uma falha ou quando o usuário move-se de uma rede para outra. A escolha preferida é pela rede Ethernet, depois por redes sem fios "conhecidas" e, por fim, redes com identificadores SSID com os quais o usuário nunca conectou-se. Se necessário, o usuário é solicitado a digitar a chave WEP ou WPA.
O projeto NetworkManager foi o primeiro entre os principais componentes para Área de trabalho a utilizar D-Bus e HAL. Entretanto, desde Junho de 2009 o NetworkManager não depende mais do HAL.
O NetworkManager tem dois componentes:
1. um daemon que gerencia as conexões e reporta alterações nas redes
2. um applet de Área de trabalho, que permite ao usuário manipular as conexões de rede. O nmcli provê uma funcionalidade similar para uso em Linha de comando.

Os desenvolvedores de ambos os componentes tencionaram fazê-lo razoavelmente portável, e a applet está disponível para os Ambientes de Área de trabalho que implementam o System Tray Protocol do Freedesktop.org, incluindo GNOME, KDE Plasma Workspaces e Xfce. Já que os componentes comunicam-se via D-Bus, podem ser escritos outros aplicativos sensíveis à situação da conexão de dados, e até mesmo a applet fornecida pode ser totalmente substituída. Um exemplo é o KNetworkManager, um frontend KDE para o NetworkManager desenvolvido pela Novell para o SUSE Linux.

## Assistente de configuração para banda larga móvel
Antti Kaijanmäki anunciou o desenvolvimento de um assistente de configuração de banda larga móvel/3G para o NetworkManager em Abril de 2008 que ficou disponível a partir da versão 0.7.0 do NetworkManager. A conexão é configurada facilmente quando usado em conjunto com o pacote mobile-broadband-provider-info. A versão beta 0.9.7.995 inclui suporte para redes 4G LTE.

## Interface de usuário
NetworkManagementback-end do NetworkManager para KDE SC 4, provê um widget plasma.
nm-appleté o applet GNOME para o NetworkManager.
nmcliinterface da linha de comando (adicionada em 2010)
cnetworkmanagerinterface de linha de comando para o NetworkManager.

## Dispositivos de banda larga sem fios testados
Os desenvolvedores testaram com sucesso as seguintes placas, dongles ou fones com o NetworkManager:
- Sony Ericsson F3507g (também conhecido como Dell 5530)
- Sony Ericsson MD300
- Sony Ericsson TM-506 (via cabo USB)
- Sony Ericsson G502 (via cabo USB e bluetooth usando blueman)
- LG PM325 (via cabo USB)
- BUSlink SCWi275u
- Option iCON 225
- Option ICON 7.2
- Option GT MAX 3.6 (também conhecido como Option GT Ultra)
- Option Nozomi
- Sierra Wireless AirCard 580 (Sprint)
- Sierra Wireless AirCard 881 (usando o último firmware AT&T)
- Sierra Wireless AirCard 860
- Sierra Wireless AirCard 595U (Sprint/Verizon)
- Sierra Wireless MC8775
- Sierra Wireless AC875
- Sierra Wireless 885U
- Huawei E122
- Huawei E156G (testado no Ubuntu 10.10 com o usbmodeswitch pré-instalado)
- Huawei E160G
- Huawei E160E
- Huawei E220
- Huawei E169
- Huawei E1692 (TIM Italia)
- Huawei EC121 (Reliance India)
- Huawei EC168 (Reliance India)
- Huawei EC1260 (Reliance India)
- Nokia E51
- Nokia E71
- Nokia N900
- Novatel Merlin S720 (Sprint/Verizon)
- Novatel Merlin XU870 (aka Dell 5510)
- Novatel Ovation U727 (Sprint/Verizon)
- Novatel Merlin S620 (Sprint)
- Novatel Ovation MC930D
- Qualcomm Gobi (firmware GSM)
- Kyocera KPC650 (Verizon)
- Verizon Wireless PC5750
- Verizon Wireless UM175
- Verizon Wireless KPC680
- Nokia E72
- Nokia 7210 Supernova
- Nokia 7230